# 596-й гаубичный артиллерийский полк
596-й гаубичный артиллерийский полк, 596-й корпусной артиллерийский полк — воинская часть Вооружённых Сил СССР в Великой Отечественной войне.

## История
Был вооружён 24 122-мм гаубицами М-30 и 24 152-мм гаубицами-пушками МЛ-20. В качестве тяги использовались трактора ЧТЗ С-65 «Сталинец»
На 22 июня 1941 года входил в состав 64-го стрелкового корпуса Северо-Кавказского военного округа и дислоцировался в Орджоникидзе.
C началом войны передислоцирован на фронт. В действующей армии со 2 июля по 24 декабря 1941 года. После прибытия на фронт изъят из состава корпуса и подчинён командованию Западного фронта.
Принял участие в Смоленском сражении. В течение августа 1941 года ведёт бои в районе северо-восточнее Ярцево, поддерживая наступление войск 19-й армии. Так, 16 августа 1941 года поддерживал наступление 64-й стрелковой дивизии из района Вадино, 29 августа 1941 года поддерживал огнём наступление 50-й и 64-й стрелковых дивизий в междуречье рек Царевич и Лойня.
В первые дни сентября 1941 года придан 2-й дивизии народного ополчения, перед которой стояла задача оборонять переправу через Днепр на шоссе Москва — Минск и участок Серково Архивная копия от 10 ноября 2013 на Wayback Machine—Спичино—Яковлево. В ходе немецкого наступления на Москву дивизия с приданным ей артполком оказались в стороне от направления главного удара противника. Авангард противника подошёл к Днепру только 7 октября 1941 года. 8 октября 1941 года был получен приказ на отход с оборудованием следующего рубежа обороны на реке Вязьма. Для обеспечения отхода 596-й гаубичный полк начал массированный обстрел позиций противника за Днепром, что позволило задержать противника до 10 октября 1941 года. Однако к этому времени кольцо окружения в районе Вязьмы оказалось замкнуто.
11 октября 1941 года перед дивизией с приданным артполком стояла задача прорыва кольца окружения с рубежа реки Вязьмы в направлении Богородицкое. Полку не удалось прорваться, и он полностью погиб в кольце окружения.
24 декабря 1941 года расформирован.

## Подчинение
| Дата            | Фронт (округ)                   | Армия      | Корпус                 | Дивизия | Бригада    |
| --------------- | ------------------------------- | ---------- | ---------------------- | ------- | ---------- |
| 22.06.1941 года | Северо-Кавказский военный округ | -          | 64-й стрелковый корпус | -       | -          |
| 01.07.1941 года | Резерв Ставки ГК                | -          | 64-й стрелковый корпус | -       | -          |
| 10.07.1941 года | Западный фронт                  |            | -                      | -       | -          |
| 01.08.1941 года | Западный фронт                  | -          | -                      | -       | -          |
| 01.09.1941 года | Западный фронт                  | 19-я армия | -                      | -       | -          |
| 01.10.1941 года | Западный фронт                  | 19-я армия | -                      | -       | -          |
| 01.11.1941 года | -                               | -          | -                      | -       | нет данных |
| 01.12.1941 года | -                               | -          | -                      | -       | нет данных |

## Известные люди в составе полка
- Печерский, Александр Аронович, делопроизводитель полка, лейтенант. Руководитель восстания в лагере смерти Собибор